# Hemiblossia nigritarsis
Espèce
Hemiblossia nigritarsis est une espèce de solifuges de la famille des Daesiidae.

## Distribution
Cette espèce se rencontre en Angola et en Namibie.

## Publication originale
- Lawrence, 1960 : The Solifugae (Arachnida) of Angola. Publicacoes Culturais da Companhia de Diamantes de Angola, no 51, p. 107-128.